# Fantahun Hunegnaw
Fantahun Hunegnaw Simeneh (1996) è un maratoneta e mezzofondista etiope.

## Biografia
Ha partecipato ai Giochi Panafricani del 2015, nei quali si è piazzato in settima posizione nella mezza maratona.

## Palmarès
| Anno | Manifestazione     | Sede        | Evento         | Risultato | Prestazione | Note |
| ---- | ------------------ | ----------- | -------------- | --------- | ----------- | ---- |
| 2015 | Giochi Panafricani | Brazzaville | Mezza maratona | 7º        | 1h05'27"    |      |

## Campionati nazionali
2014
- Argento ai campionati etiopi di mezza maratona - 1h01'35"

## Altre competizioni internazionali[1]
2015
- 11º alla Maratona di Seul ( Seul) - 2h14'26"
- 13º alla Mezza maratona di Nuova Delhi ( Nuova Delhi) - 1h02'29"
- 6º alla Mezza maratona di Berlino ( Berlino) - 1h00'10"
- 5º alla Mezza maratona di Barcellona ( Barcellona) - 1h01'18"

2016
- 6º alla Mezza maratona di Yangzhou ( Yangzhou) - 1h01'21"

2019
- 5º alla Maratona di Amsterdam ( Amsterdam) - 2h06'04"

2021
- 13º alla Maratona di Barcellona ( Barcellona) - 2h10'27"